# 拉馬達山
22°12′S 66°37′W / 22.200°S 66.617°W
拉馬達山（西班牙語：Cerro Ramada），是阿根廷的山峰，位於該國西部聖胡安省，屬於安第斯山脈中拉馬達山脈的一部分，海拔高度6,384米，人類在1934年首次登頂。